# Norska Ministerhotellet

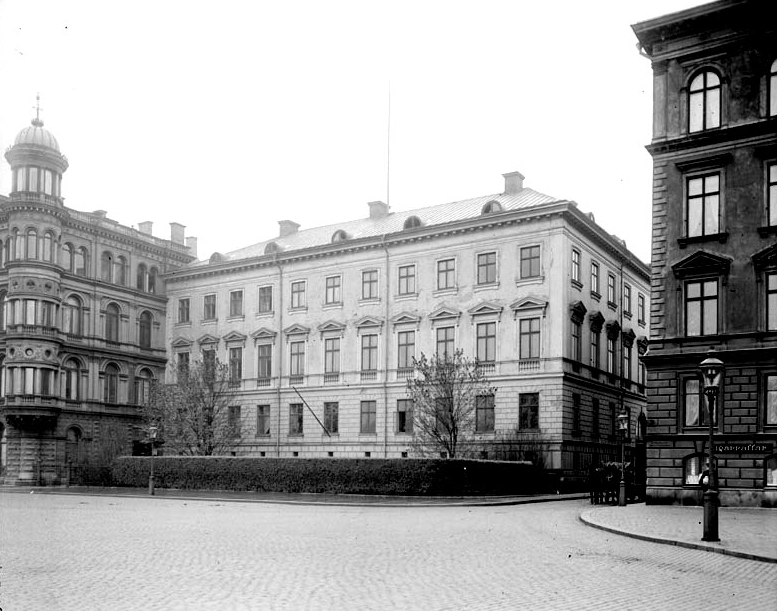
Norska Ministerhotellet

Norska Ministerhotellet (ursprungligen Forbus palats, sedan de la Gardieska huset och Pechlinska palatset) var en byggnad uppförd på 1650-talet och riven 1911, som låg på platsen för Burmanska palatset, på Södra Blasieholmshamnen 4 på Blasieholmen i Stockholm. 

## Historik

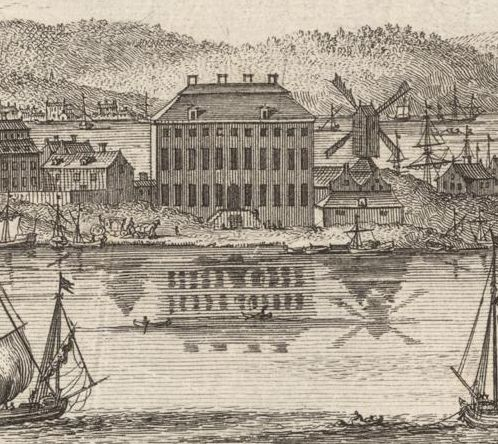
Forbus palats i Suecian jämte Holmkvarnen 1698

Byggnaden uppfördes av generalen Arvid Forbus i slutet av 1650-talet, nyinreddes efter Forbus död 1665 av dottern Sophia Juliana gift med Axel Julius De la Gardie, varvid byggnaden erhöll det säteritak som ses i Sueciaverket. Mot öster fanns lägre flygelbyggnader.
Innan huset blev ministerhotell bodde generalmajoren Carl Fredrik Pechlin här, och 1792 anordnades en middag där grevarna Horn och Ribbing samt kapten Anckarström smidde planer inför mordet på Gustav III.
Det ombyggdes åren 1866-67 efter arkitekten Johan Fredrik Åboms ritningar, men revs 1910. På platsen uppfördes året därpå ett exklusivt bostadshus, ritat av arkitektfirman Hagström & Ekman för bankiren Axel Burman, den tidigare ägaren till Grand Hôtel. 1934 flyttade Svenska arbetsgivareföreningen (SAF) in och fanns kvar till 2001. Fastigheten förvärvades 2004 av The Grand Group som äger Grand Hôtel och Bolinderska palatset i närheten. Huset har byggts om och 2006 invigdes 76 nya hotellrum samt en stor svit.[källa behövs]

### Unionstiden
I huset bodde och verkade under den svensk-norska unionen från 1814 till unionsupplösningen 1905 ett hundra norska statsråd. Avdelningen leddes av Norges statsminister i Stockholm, men som regeringschef i Kristiania fungerade istället Norges vicekung, riksståthållaren eller ett førstestatsråd. Först efter 1873 blev Norges statsminister titel på regeringschefen i Norge.
Under unionstiden var den svenske utrikesstatsministern, som bodde i Utrikesministerhotellet även det beläget på Blasieholmen, ansvarigt statsråd för både Sveriges och Norges utrikes ärenden. Ole Richter, som var Norges statsminister i Stockholm från 1884, tog sitt liv på statsministerkontoret i ministerhotellet den 15 juni 1888.
Efter unionstiden såldes fastigheten och Norge öppnade sedermera ambassad i Stockholm.